# Загайново (Красноярский край)
Загайново — деревня в Козульском районе Красноярского края. Входит в Шадринский сельсовет.

## История
Деревня образовалась в 1897 году в результате подселения нескольких семей переселенцев на заимку Загайновых (Загайновы - одни из первых переселенцев, поселившихся в с.Балахтон).
В Загайново переселенцы прибыли из Курской и Могилёвской (Белоруссия) губерний.

## Население
| 2010 |
| ---- |
| 41   |

## Уличная сеть
Единственная улица в Загайново - ул.Зеленая.